# Mnik
Mnik – skała w lewych zboczach wąwozu Półrzeczki w miejscowości Mników w województwie małopolskim, w powiecie krakowskim, w gminie Liszki. Pod względem geograficznym wąwóz znajduje się na Garbie Tenczyńskim (część Wyżyny Krakowsko-Częstochowskiej) i należy do Tenczyńskiego Parku Krajobrazowego.
Mnik znajduje się w lesie, nieco nad dnem środkowej części wąwozu. Na południe od niego jest Księżycowa Skała, na północ Kanapa. Mnik to tkwiąca w skalnym murze skała o wysokości 10 m. Zbudowana jest z twardego wapienia. Na jej filarze i zachodniej, opadającej do dna wąwozu ścianie uprawiana jest wspinaczka skalna. Są trzy drogi wspinaczkowe o trudności IV –  VI.1+ w skali Kurtyki. Dwie trudniejsze (szóstkowe)  mają asekurację: 3 ringi (r) i stanowiska zjazdowe (st), czwórkowa tylko stanowisko zjazdowe. 

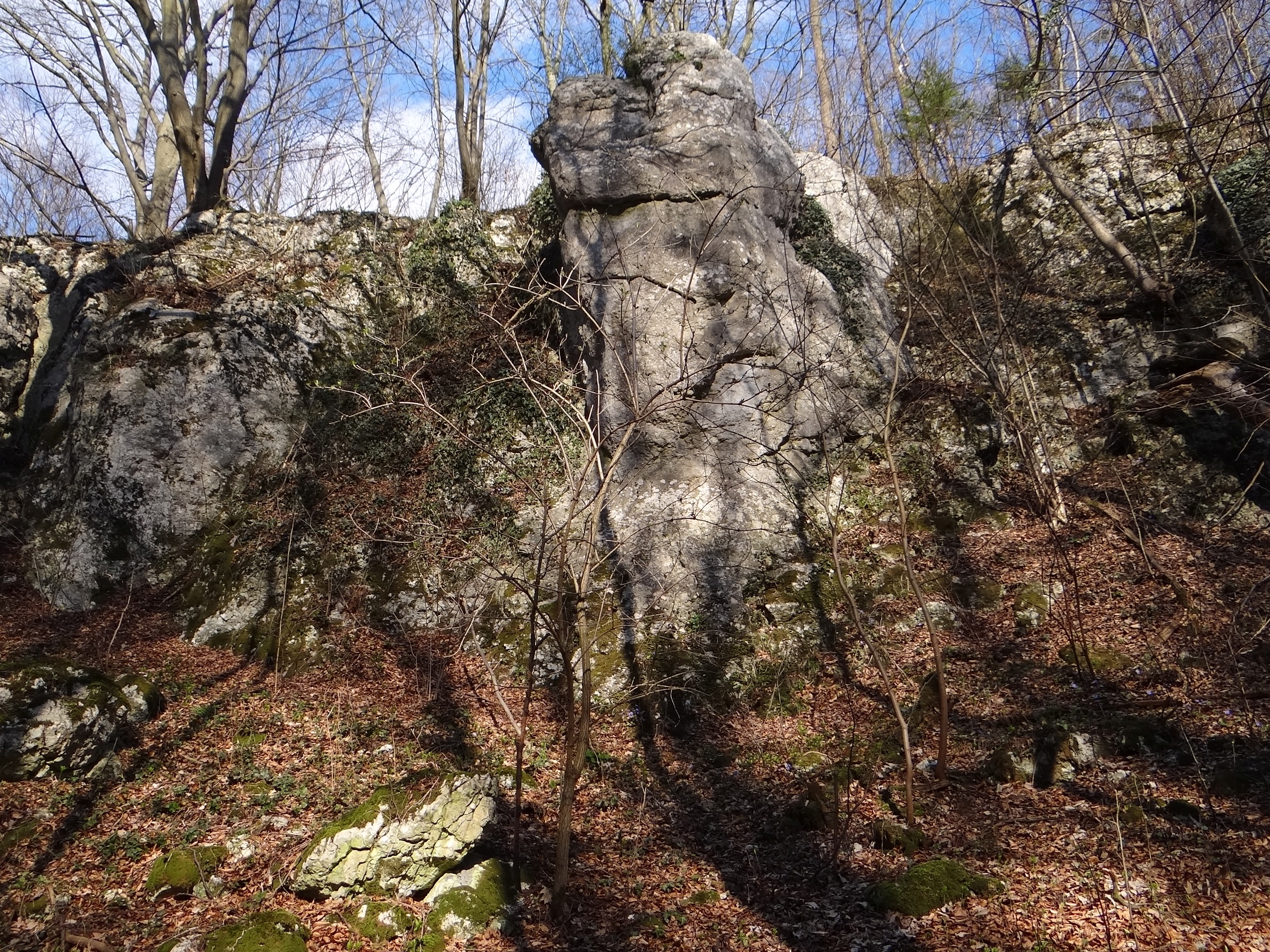
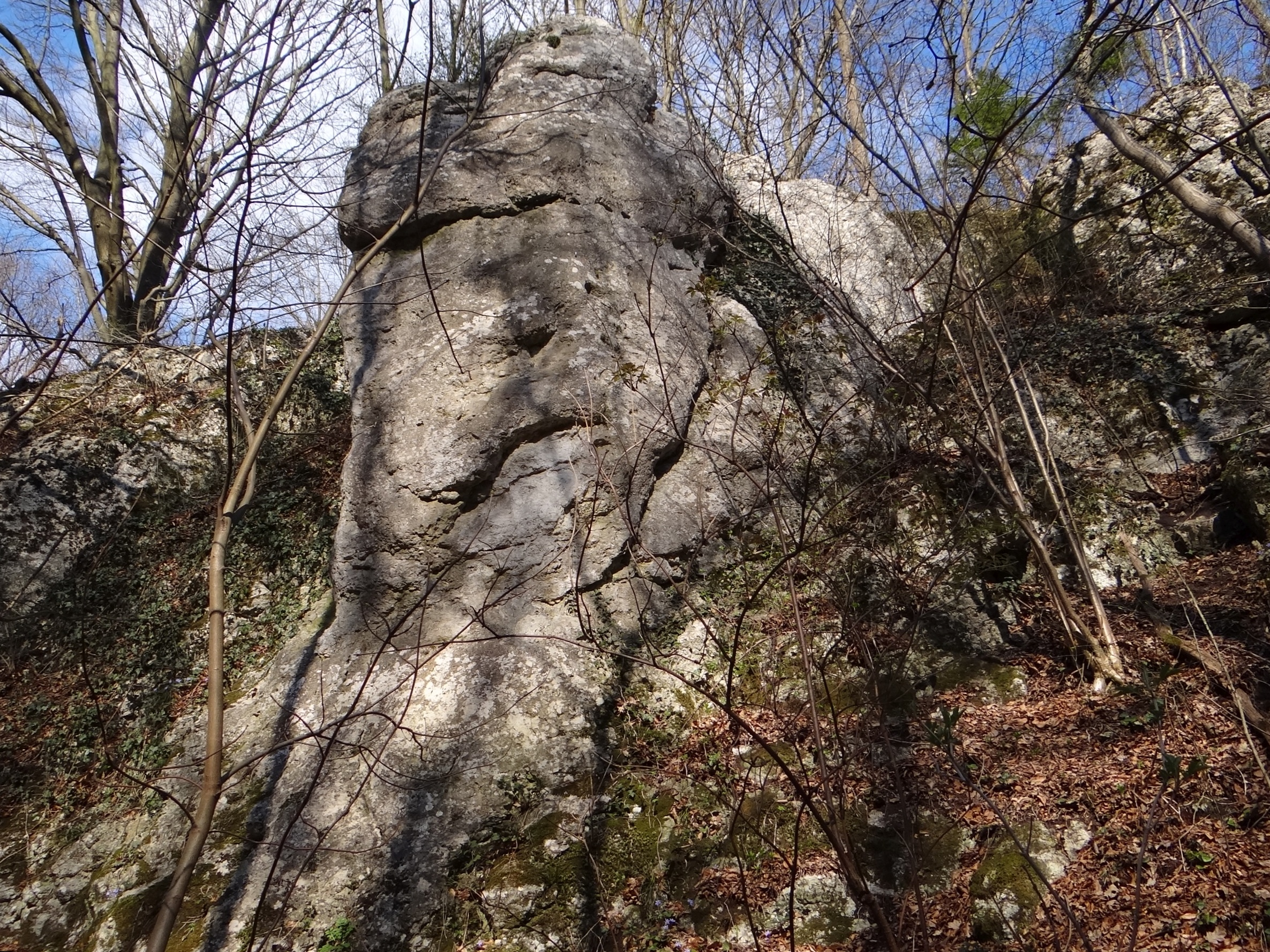
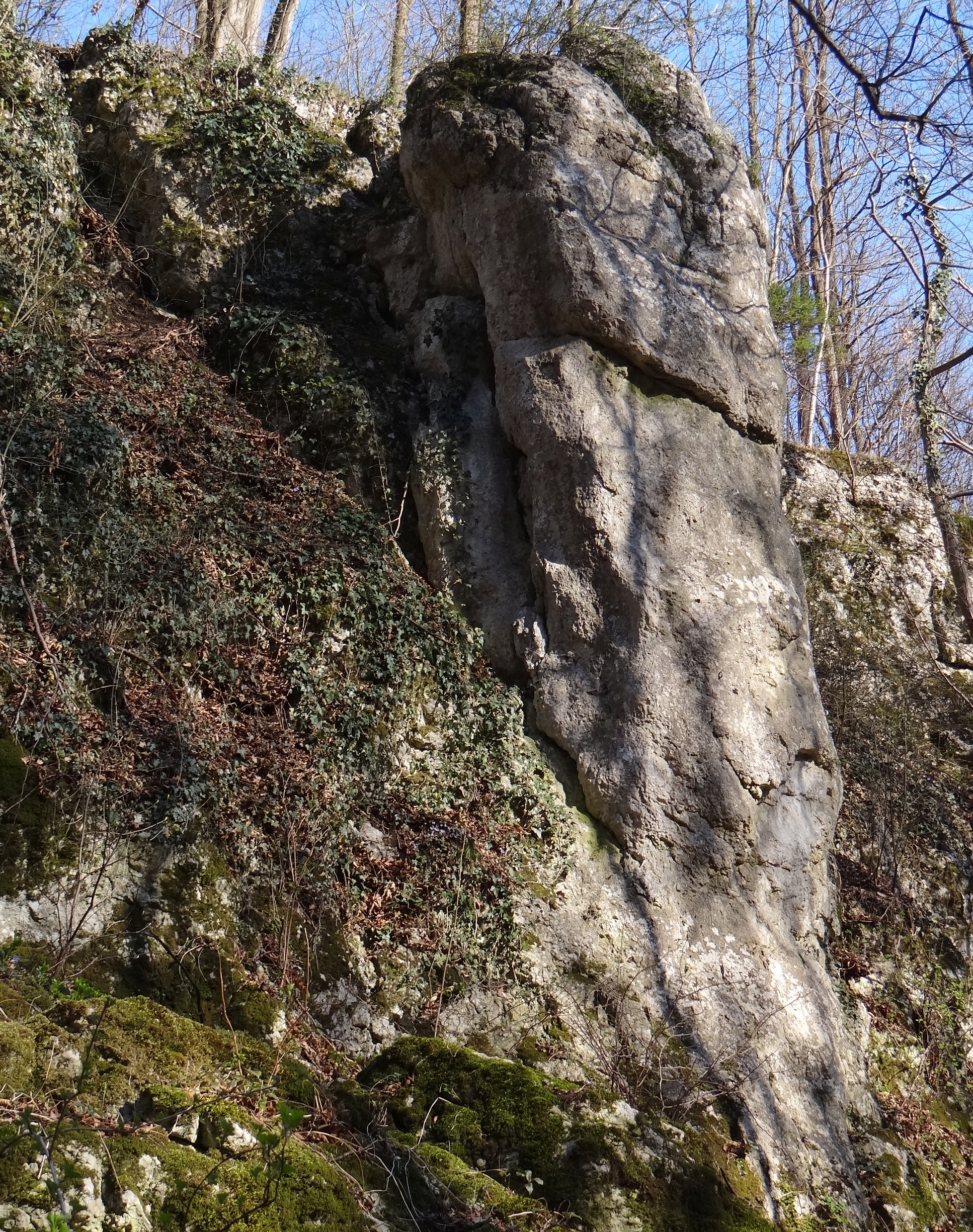
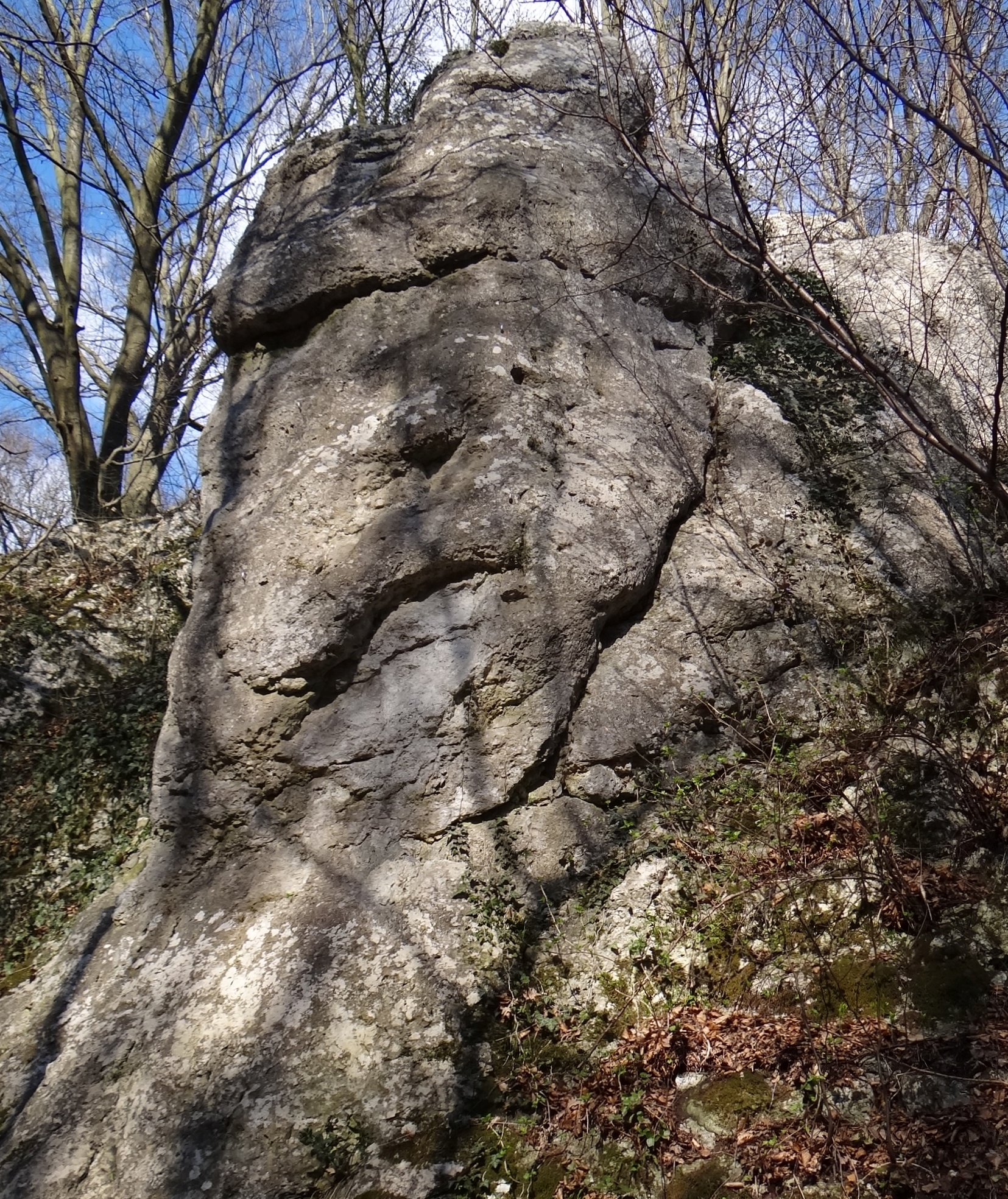

## Drogi wspinaczkowe
1. Żwirek VI+, 3r + st, 12 m
2. Muchomorek VI.1+, 3r + st, 12 m
3. Wariant L VI, 3r + st, 12 m
4. Wodnik Szuwarek IV, st, 12 m